# Romain Lagarde
Romain Lagarde (Lorient, 1997. március 5. –) olimpiai bajnok francia válogatott kézilabdázó, balátlövő.

## Pályafutása
2014-től öt szezont játszott a francia élvonalbeli HBC Nantes csapatában. Rögtön első évétől lehetőséget kapott nemzetközi kupákban is, 2014-ben és 2015-ben az EHF-kupában vett részt csapatával, majd a Bajnokok Ligájában is bemutatkozhatott. 2017-ben bajnoki ezüstérmes lett csapatával, így a következő idényben a BL-ben indultak és eljutottak a döntőig. Lagarde az elődöntőben három, a Montpellier ellen elvesztett döntőben pedig két gólt szerzett. Ebben a szezonban 49 gólt szerzett a legrangosabb európai kupában és őt választották a Bajnokok Ligája legjobb fiatal játékosának.
Két évet a német Rhein-Neckar Löwen csapatában játszott, majd visszatért Franciaországba, a Pays d'Aix UC csapatába, ahol az a Thierry Anti a csapat edzője, aki korábban a Nantesban töltött évei alatt is edzője volt.
A felnőtt válogatottban 2017-ben mutatkozhatott be, majd bekerült a 2018-as Európa-bajnokságra utazó keretbe is, ahol megszerezte első válogatottbeli érmét, bronzérmes lett. A 2019-es világbajnokságon ismét harmadik helyen végzett csapatával. A 2021-re halasztott tokiói olimpián is tartalékként utazott, és a csoportkör utolsó mérkőzésén megsérülő Timothey N’Guessan helyett került be a csapatba a torna végjátékában, és végül aranyérmet nyert.

## Sikerei, díjai
- Olimpiai bajnok: 2020
- Világbajnokság 2. helyezett: 2023
- Világbajnokság 3. helyezett: 2019, 2025
- Európa-bajnokság 3. helyezett: 2018
- Bajnokok Ligája döntős: 2018
- Bajnokok Ligája legjobb fiatal játékosa: 2018